# Молодые стрелки
«Молоды́е стрелки́» (англ. Young Guns) — американский кинофильм в жанре вестерна, снятый в 1988 году. В основу сюжета легли события Войны в округе Линкольн.

## Сюжет
Джон Танстелл, образованный британец и владелец ранчо в Нью-Мексико, округ Линкольн, нанимает в качестве ковбоев имеющих проблемы с законом молодых бродяг — «Дока» Скарлока, Дика Брюэра, «Грязного Стива», Чарли Боудри и Хосе Чавеса, индейца из племени навахо, которые, благодаря его личному авторитету, живут и работают как одна семья. Последним на ранчо приходит скрывающийся от властей задиристый стрелок Билли Кид.
Принципиальному Танстеллу, который является чужаком в этом негостеприимном краю, противостоит местный крупный землевладелец — ирландец Лоренс Мёрфи, поддерживаемый коррумпированными властями города. Между его людьми и ковбоями Танстелла постоянно происходят стычки, пока, наконец, конфликт не заканчивается банальным убийством несговорчивого англичанина. Оставшиеся не у дел Билли и его друзья жаждут мести, но для начала просят помощи у друга покойного, местного адвоката Александра Максуина, который добивается выдачи ордеров на арест головорезов Мёрфи. Ковбои Танстелла объединяются в окружной отряд, однако Билли не собирается арестовывать убийц своего работодателя, предпочитая расправляться с ними на месте. Это приводит к тому, что скоро отряд объявляют вне закона и называют «бандой». У простого народа молодые стрелки становятся популярными, и ни шериф, объявивший награду за их головы, ни даже армия США не могут их поймать. 
В одной из перестрелок погибает Дик Брюэр, после чего Билли становится предводителем отряда. Тем временем Док Скарлок вступает в любовную связь с юной китаянкой Йен Сун, взятой Мёрфи в наложницы, а Чарли женится на молодой мексиканке. Какое-то время банда скрывается на границе с Мексикой, но с помощью предателя их удаётся заманить обратно в Линкольн под предлогом защиты семьи Максуина. В неравном бою с людьми Мёрфи, «охотниками за головами» и оснащёнными пулемётом Гатлинга военными у осаждённых стрелков практически нет шансов, однако Билли, Чарли, Чавесу, Стиву и Доку с его сбежавшей от врагов невестой чудом удаётся вырваться из ловушки; при этом Билли убивает Лоренса Мёрфи.
История продолжается в сиквеле «Молодые стрелки 2».

## Историческая основа
В основу сюжета картины легли реальные исторические события, известные как Война в округе Линкольн (1878—1879), начавшиеся из-за разногласий между выходцами из Англии и Ирландии. Ирландцы издавна контролировали в штате рынок сельхозпродуктов, а амбициозный англичанин Танстелл не хотел продавать им свою землю. Это привело к конфликту, в ходе которого появились «Регуляторы» (англ. Regulators) и банда  Билли Кида, которого Танстелл нанял для своей охраны.
Эпизоды осады дома Максуина в Линкольне переданы в фильме неточно: в реальности его обороняли не пятеро, а 14 защитников, а на вооружении осаждающих, помимо картечницы Гатлинга, имелась горная гаубица. Настоящий Лоренс Мёрфи, роль которого исполняет 69-летний Джек Пэланс, не был застрелен Билли, а умер от рака 20 октября 1878 года в возрасте 47 лет.

## В ролях
- Эмилио Эстевес — Билли Кид
- Кифер Сазерленд — Док Скарлок
- Лу Даймонд Филлипс — Хосе Чавес-и-Чавес
- Чарли Шин — Ричард «Дик» Брюэр
- Дермот Малруни — «Грязный Стив» Стивенс
- Кейси Семашко — Чарли Боудри
- Теренс Стэмп — Джон Танстелл
- Джек Пэланс — Лоренс Г. Мёрфи
- Терри О'Куин — Александр Максуин
- Шарон Томас — Сьюзан Максуин
- Джеффри Блейк — Дж. Макклоски
- Патрик Уэйн — Пэт Гаррет
- Брайан Кит — Эндрю «Картечь» Робертс
- Элис Картер — Йен Сун